# Юлиус Щрайхер
Юлиус Щрайхер (на немски: Julius Streicher) е известен германски политик, член на Националсоциалистическата партия.
Той е гаулейтер (управител) на област Франкония (днес част от Бавария); сред най-популярните и познати с политическата си активност партийни ръководители в Германия преди и по време на Втората световна война.
Той е издател на националсоциалистическия вестник „Дер Щюрмер“, който, макар и да не е от официалната пропаганда на Третия райх, е с огромно значение за прокарването на антисемитски настроения.

## Биография
Роден е 12 февруари 1885 г. в град Флайнхаузен, Бавария, в семейство на учители.
Неговата издателска дейност е предимно с антисемитска насоченост и включва 3 книги за деца, най-известната от които е „Отровната гъба“, в която евреите са показани като скрита опасност, използвайки метафората на „отровната гъба“.
На Нюрнбергския процес е обвинен в „престъпления срещу човечеството“, обявен за виновен и осъден на смърт чрез обесване.
Присъдата е изпълнена в ранната утрин на 16 октомври 1946 година.

## Цитати
„Хайл Хитлер! Това е моят Пурим 1946 г. Отивам при Бог. Болшевиките и вас ще обесят един ден.“ - Последни думи преди изпълняването на смъртната му присъда.